# Амирханян, Серёжа Шакарович
Сергей (Серёжа) Шакарович Амирханян (Амирханьян) (арм. Սերգեյ (Սերյոժա) Շաքարի Ամիրխանյան; 1923, село Сригюх Дилижанского уезда Армянской ССР — 11 ноября 1982, Ереван) — армянский советский работник химической промышленности. Герой Социалистического Труда (1960). Участник Великой Отечественной войны.

## Биография
Сергей Шакарович Амирханян родился в 1923 году в селе Сригюх Дилижанского уезда Армянской ССР (ныне в Тавушской области Республики Армения) в семье рабочего крестьянина. Его отец долгие годы был чернорабочим, а в 1930 году стал одним из создателей местного колхоза, где работал в дальнейшем.
Сергей Амирханян получил семилетнее среднее образование. Ещё в школьные годы интересовался химией. Свою трудовую деятельность он начал в семнадцать лет: с 1940 года по декабрь 1942 года Амирханян работал в пожарной охране города Иджевана. Был членом ВЛКСМ.
С началом Великой Отечественной войны в 1942 году Сергей Амирханян был призван в ряды Рабоче-крестьянской Красной армии. В действующей армии был с декабря 1942 года. До 1943 года служил на Северо-Кавказском фронте в составе 19-го отдельного зенитного артиллерийского дивизиона. Был ранен в июле 1943 года во время наступления на деревню Молдаванка. По выздоровлении служил на 3-м Прибалтийском фронте в составе 53-й стрелковой дивизии. В июле 1944 года, при порыве немецкой обороны Амирханян был ранен в левую ногу. В дальнейшем служил в составе 229-й стрелковой дивизии: был командиром отделения 1-й пулемётной роты 811-го стрелкового полка. В боях против немецких захватчиков младший сержант Амирханян получил тяжёлое ранение, но не оставил поле боя, за что 4 сентября 1944 года был награждён медалью «За отвагу».
17 сентября 1944 года участвовал в взятии города Валга. При форсировании реки был убит командир взвода. Раненный в правую ногу Амирханян принял на себя командование и выполнил форсирование. В феврале 1945 года Амирханян был переведён в состав внутренних войск НКВД СССР: был командиром отделения 371-го стрелкового полка 57-й стрелковой дивизии. Амирханян участвовал в разведочной группе, состоящей из трёх солдат, в селе Великое близ города Тарту. После четырёх дней наблюдений, одевшись в фашистскую форму, группа ворвалась в штаб противника, находившийся в здании мукомольной мельницы села. Проявив себя с лучшей стороны, 11 июля 1945 года сержант Амирханян был награждён орденом Славы 3-й степени. Сергей Амирханян был демобилизован при освобождении Кёнигсберга.
После демобилизации Сергей Амирханян вернулся на родину, где прошёл курсы инструкторов исполкомов райсоветов. Амирханян был назначен инструктором исполкома Иджеванского райсовета, после чего был массовиком клуба. В 1948 году Амирханян переехал в Ереван и устроился на работу в Ереванском химическом комбинате имени С. М. Кирова Министерства химической промышленности СССР. Вскоре он был назначен аппаратчиком цеха 1—10. В этот период в производство были внедрены рационализаторские предложения Амирханяна. Он предложил внедрение охлаждающей системы для сушильного аппарата, поскольку плёнка, выходящая из аппарата, легко подвергалась внешнему воздействию. А для восстановления ритмичной работы аппарата он предложил изменить установленные по норме плотности веществ, входящих в состав раствора, что привело к положительному результату.
В 1951 году Амирханян, достигший больших успехов в социалистическом соревновании, был назначен бригадиром аппаратчиков цеха 30—30 а Ереванского химического комбината. Этот цех занимался эмульсионной полимеризацией, в результате чего хлоропрен превращался в латекс. Бригада Амирханяна, состоящая из 12 рабочих, обслуживала машину по производству плёнки и другие оборудования. Бригада первой в Армянской ССР приняла участие в соревновании за звание бригады коммунистического труда. По предложению Амирханяна аппаратчики бригады перешли к обслуживанию нескольких аппаратов. Бригаде удалось улучшить механизацию технологических процессов, повысить производительность труда выпуская высококачественную продукцию. Она была удостоена звания бригады коммунистического труда. 27—30 мая 1960 года Амирханян участвовал в Всесоюзном совещании передовиков соревнования за звание бригад и ударников коммунистического труда.
Указом Президиума Верховного Совета СССР от 28 мая 1960 года за выдающиеся производственные успехи и проявленную инициативу в организации соревнования за звание бригад и ударников коммунистического труда Сергею Шакаровичу Амирханяну было присвоено звание Героя Социалистического Труда с вручением ордена Ленина и золотой медали «Серп и Молот».
Сергей Амирханян также вёл активную общественную работу. Он был делегатом XXII съезда КПСС.
Сергей Шакарович Амирханян скончался 11 ноября 1982 года в Ереване.

## Награды
- Герой Социалистического Труда (Указ Президиума Верховного Совета СССР от 28 мая 1960 года, орден Ленина и медаль «Серп и Молот») — за выдающиеся производственные успехи и проявленную инициативу в организации соревнования за звание бригад и ударников коммунистического труда[17].
- Орден Славы 3 степени (11.07.1945)[8].
- Медаль «За отвагу» (4.09.1944)[5].
- Три медали «За трудовую доблесть» (5.11.1954, 26.09.1960, 26.04.1963)[19].

## Комментарии
1. ↑  В Указе Президиума Верховного Совета СССР указано имя Серёжа.